# RMS Atrato (1853)
El RMS Atrato fue un barco de vapor de ruedas británico construido en Greenock, Escocia, para la empresa naviera Royal Mail Steam Packet Company, también conocida como Royal Mail Line, en 1853. Diseñado para operar en la ruta entre Gran Bretaña y el Caribe, se convirtió, en el momento de su introducción, se convirtió en el barco de pasajeros más grande de su época.
En 1870, fue vendido a la empresa John Morrison & Co, lo que conllevó a que perdiera el derecho a navegar bajo el acrónimo "Royal Mail Ship" (en español: Barco del Correo Real). Dos años después, en 1872, fue sometido a remodelaciones, donde su sistema de propulsión original fue reemplazado por otro que consistía en un motor de vapor compuesto y una hélice. Ese mismo año, fue alquilado por la Aberdeen Line, que lo operó en la ruta entre las islas británicas, Australia y Nueva Zelanda. En 1880 fue adquirido por la empresa Adamson & Ronaldson, que lo rebautizó como SS Rochester y lo operó hasta que, en 1884, naufragó tras encallar cerca de las Islas Aurora, en la Patagonia.

## Antecedentes y construcción

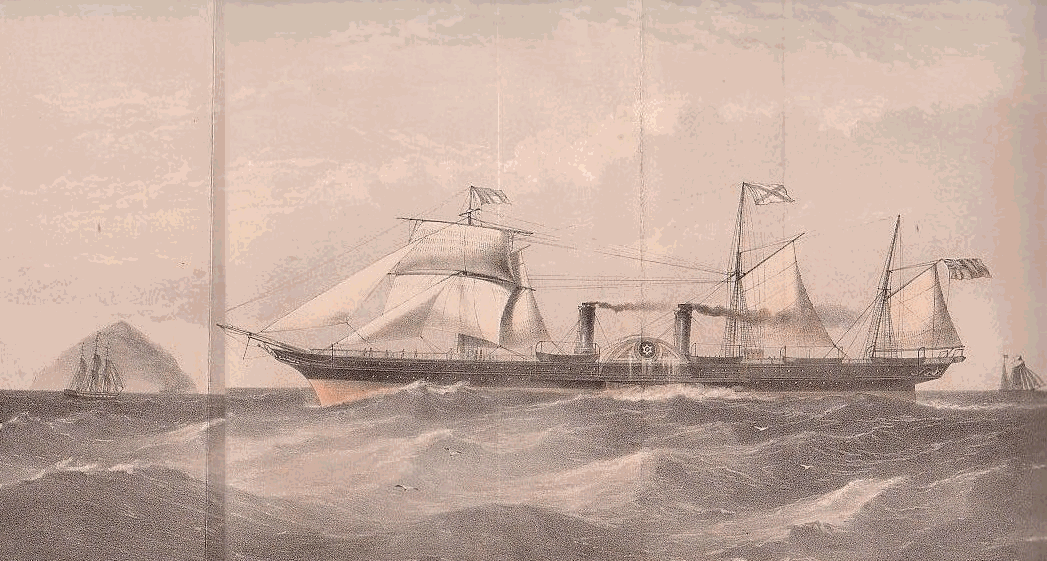
Dibujo del Atrato

Hasta 1850, la Royal Mail Line aseguraba sus primeros contratos para transportar correo postal entre el Reino Unido, Brasil y el Río de la Plata, por lo que, para permitir que los buques más veteranos se incorporasen a la ruta entre Southampton, Montevideo, Río de Janeiro y Buenos Aires, ordenó la construcción de cinco grandes barcos con casco de madera para operarlos en su ruta principal entre Southampton y el Caribe.
La construcción de uno de estos buques, el RMS Demerara, de 2318 toneladas netas, fue encargada a los astilleros de William Patterson Shipbuilders de Bristol, mientras que sus motores se fabricarían en la empresa Caird & Co. de Greenock. 
El Demerara fue botado al mar en noviembre de 1851 y, poco después, fue remolcado a Escocia para instalar los motores. Sin embargo, cuando el buque y los remolcadores se adentraban en las sinuosas aguas del río Avon, estos perdieron el control del Demerara, que acabó chocando contra un arrecife, lo que ocasionó daños importantes en su estructura, que quedó distorsionada debido a las 1200 toneladas de lastre de su sala de máquinas.
Tras el accidente, la Royal Mail Line rechazó el buque debido a la inviabilidad que supondría su reparación, quedando con un motor excedentario en Greenock.
Hasta 1851, el Almirantazgo había insistido en que el casco de los buques que fueran destinados para el servicio postal debía ser de madera. No obstante, dos meses después del accidente del Demerara, el RMS Amazon, otro barco de la misma clase, fue destruido por un incendio y se hundió en el Golfo de Vizcaya durante su viaje inaugural, provocando la muerte de más de 100 pasajeros y tripulantes.
Debido a esto, el Almirantazgo acordó permitir la incorporación de navíos con casco de hierro para el transporte de correo.
La pérdida del Demerara y del Amazon conllevó a que la Royal Mail Line ordenara la construcción de un nuevo buque con su casco fabricado en hierro.
El nuevo buque, bautizado como Atrato, fue encargado al astillero de Caird & Co., que lo diseñó de tal manera que se pudiera reutilizar el motor fabricado para el Demerara, que consistía en una máquina de vapor de ruedas laterales de doble cilindro que generaba 800 CV de fuerza, lo que le permitía al navío alcanzar una velocidad de 10 nudos (19 km/h). A pesar de que se reutilizaron los motores del Demerara en la construcción, Caird & Co. decidió encargar calderas nuevas para el Atrato en lugar de emplear las diseñadas para su predecesor.

## Servicio con la Royal Mail Line
El Atrato fue completado en 1853 y, ese mismo año, fue asignado en la flota de la Royal Mail Line y destinado a la ruta entre Southampton y el Caribe, en la que sirvió durante diecisiete años.
En abril de 1856, junto con otros buques de la empresa, el SS La Plata y el SS Tay, asistieron a la revisión de la flota celebrada para conmemorar el final de la Guerra de Crimea.
Para 1869, el Atrato presentaba señales de envejecimiento, por lo que la Royal Mail Line encargó al astillero John Elder & Co. de Glasgow la construcción de un nuevo barco, el SS Elbe, que fue completado en 1870. Tras la entrada en servicio del Elbe, la Royal Mail Line retiró al Atrato del servicio.

## Carrera posterior
En 1870, fue adquirido por la empresa londinense John Morrison & Co. de Londres, que lo cedió a la Aberdeen Line en 1872, para realizar la ruta entre Reino Unido, Ciudad del Cabo y Australia. Ese año, su sistema de propulsión fue rediseñado por la empresa de James Watt., y, en septiembre de 1872, realizó su primer viaje para sus nuevos dueños. En 1874, navegó a Nueva Zelanda, dejando Londres el 5 de abril, recalando en Port Chalmers el 8 de junio y arribando a Lyttelton el 20 de junio.
En 1880, Adamson y Ronaldson de Rochester, Kent compró el Atrato y lo rebautizó como SS Rochester, y operó bajo dicho nombre hasta que encalló en las Islas Aurora el 25 de junio de 1884.